# Lista de deputados estaduais do Rio Grande do Norte da 47.ª legislatura
Essa é uma lista de deputados estaduais do Rio Grande do Norte eleitos para o período 1959-1963. 34 deputados.

## Composição das bancadas
| Partido | Líder                       | Bancada | Posição      |
| ------- | --------------------------- | ------- | ------------ |
| UDN     | José Cortez Pereira         | 15 / 34 | Governo      |
| PSD     | Newton Pinto                | 13 / 34 | Oposição     |
| PTB     | Ramiro Pereira              | 3 / 34  | Oposição     |
| PTN     | Luiz Ignácio Maranhão Filho | 2 / 34  | Governo      |
| PDC     | Ângelo Varela               | 1 / 34  | Independente |

## Deputados estaduais
| Número | Deputados estaduais eleitos      | Partido | Votação | Percentual | Cidade onde nasceu    | Unidade federativa  |
| 22360  | Vingt Rosado                     | UDN     | 7.395   | 3,77%      | Mossoró               | Rio Grande do Norte |
| 41134  | Vicente Mota Neto                | PSD     | 4.657   | 2,37%      | Mossoró               | Rio Grande do Norte |
| 22270  | Moacir Torres Duarte             | UDN     | 4.242   | 2,16%      | Natal                 | Rio Grande do Norte |
| 22363  | Onésio Fernandes Maia            | UDN     | 3.510   | 1,79%      | Caraúbas              | Rio Grande do Norte |
| 22226  | Edgard Borges Montenegro         | UDN     | 3.502   | 1,78%      | Assu                  | Rio Grande do Norte |
| 41678  | José Vinício Dantas              | PSD     | 3.377   | 1,72%      | Jucurutu              | Rio Grande do Norte |
| 22642  | Manoel de Medeiros Brito         | UDN     | 3.371   | 1,71%      | Jardim do Seridó      | Rio Grande do Norte |
| 41309  | Manoel Torres de Araújo          | PSD     | 3.308   | 1,68%      | Timbaúba dos Batistas | Rio Grande do Norte |
| 41846  | Jocelyn Vilar                    | PSD     | 3.282   | 1,67%      | Natal                 | Rio Grande do Norte |
| 19927  | José Vasconcelos da Rocha        | PTN     | 3.242   | 1,65%      | São Rafael            | Rio Grande do Norte |
| 41395  | Osnir Valmir de Freitas Vargas   | PSD     | 3.008   | 1,53%      | Caiçara do Norte      | Rio Grande do Norte |
| 22108  | Roberto Pereira Varela           | UDN     | 3.002   | 1,53%      | Ceará-Mirim           | Rio Grande do Norte |
| 22261  | José Bezerra de Araújo           | UDN     | 2.967   | 1,51%      | Currais Novos         | Rio Grande do Norte |
| 14489  | Radir Pereira de Araújo          | PTB     | 2.962   | 1,51%      | Currais Novos         | Rio Grande do Norte |
| 41541  | Luís de Gonzaga Barros           | PSD     | 2.910   | 1,48%      | Natal                 | Rio Grande do Norte |
| 22139  | Waldemar de Sousa Veras          | UDN     | 2.834   | 1,44%      | Alexandria            | Rio Grande do Norte |
| 41820  | Manoel Avelino Sobrinho          | PSD     | 2.833   | 1,44%      | Areia Branca          | Rio Grande do Norte |
| 22284  | Márcio Djalma Cavalcante Marinho | UDN     | 2.770   | 1,41%      | Natal                 | Rio Grande do Norte |
| 41913  | Newton Pinto                     | PSD     | 2.710   | 1,38%      | Goianinha             | Rio Grande do Norte |
| 41301  | João Aureliano de Lima           | PSD     | 2.738   | 1,39%      | Várzea                | Rio Grande do Norte |
| 41330  | Olavo Lacerda Montenegro         | PSD     | 2.696   | 1,37%      | Assu                  | Rio Grande do Norte |
| 22481  | Antônio Morais Neto              | UDN     | 2.694   | 1,37%      | Lagoa Salgada         | Rio Grande do Norte |
| 41863  | Israel Ferreira Nunes            | PSD     | 2.672   | 1,36%      | Mossoró               | Rio Grande do Norte |
| 41145  | Aluísio Gonçalves Bezerra        | PSD     | 2.624   | 1,33%      | Santa Cruz            | Rio Grande do Norte |
| 22649  | Gastão Mariz de Faria            | UDN     | 2.614   | 1,33%      | Parnamirim            | Rio Grande do Norte |
| 22825  | José Fernandes de Melo           | UDN     | 2.600   | 1,32%      | Currais Novos         | Rio Grande do Norte |
| 22697  | Carlos Borges de Medeiros        | UDN     | 2.587   | 1,31%      | Caicó                 | Rio Grande do Norte |
| 22311  | João Inácio de Carvalho Neto     | UDN     | 2.498   | 1,27%      | Carnaúba dos Dantas   | Rio Grande do Norte |
| 22428  | José Cortez Pereira de Araújo    | UDN     | 2.468   | 1,25%      | Currais Novos         | Rio Grande do Norte |
| 41991  | Jácio Luiz Bezerra Fiúza         | PSD     | 2.453   | 1,25%      | Santa Cruz            | Rio Grande do Norte |
| 17193  | Ângelo José Varela               | PDC     | 2.434   | 1,24%      | Natal                 | Rio Grande do Norte |
| 14180  | Floriano Bezerra de Araújo       | PTB     | 2.224   | 1,13%      | Afonso Bezerra        | Rio Grande do Norte |
| 14271  | Ramiro Pereira da Silva          | PTB     | 1.844   | 0,94%      | Lajes                 | Rio Grande do Norte |
| 19303  | Luiz Ignácio Maranhão Filho      | PTN     | 1.250   | 0,63%      | Natal                 | Rio Grande do Norte |